# Stazione di Banská Bystrica
La stazione di Banská Bystrica (in slovacco Železničná stanica Banská Bystrica) è una stazione ferroviaria della Slovacchia centrale, a servizio della città omonima. La stazione si trova sulla linea 170 Zvolen-Vrútky ed è capolinea della linea 172, che arriva fino a Červená Skala. La stazione è di proprietà delle Železnice Slovenskej republiky (ŽSR) e vi opera la Železničná spoločnosť Slovensko (ZSSK).

## Storia
La stazione fu inaugurata il 3 settembre 1873, insieme al resto della sezione Zvolen-Banská Bystrica della ferrovia Zvolen-Vrútky. Il 26 luglio 1884 la stazione divenne una stazione passante, con l'inaugurazione del tratto Banská Bystrica-Brezno della ferrovia Banská Bystrica-Červená Skala.
Solo il 19 dicembre 1940 fu inaugurata la tratta Banská Bystrica-Dolná Štubňa della ferrovia Vrútky-Zvolen, completando così la costruzione di questa ferrovia e trasformando contemporaneamente Banská Bystrica in uno snodo ferroviario.

## Strutture e impianti
Durante la seconda guerra mondiale, nel 1941, ci fu la gara per la costruzione di una nuova stazione ferroviaria. Risultò vincitore il progetto dell'architetto Ján Štefanec, il quale prevedeva una struttura simmetrica con un corpo centrale e un'ala a due piani per ciascun lato longitudinalmente. Secondo il progetto originario la sala dell'area adibita al check-in doveva essere alta 12 metri, ma fu poi ridotta a 10. L'interno della sala check-in è rivestito in marmo, mentre la pavimentazione è in travertino.
All'interno della sala check-in della stazione ci sono 8 finestre. In origine erano vetrate solo con vetro goffrato, ma nel 1959 vennero aggiunte delle vetrate artistiche rappresentanti, oltre a Banská Bystrica, altre 3 città della Slovacchia centrale: Banská Štiavnica, Brezno e Zvolen. Le altre vetrate raffigurano la fine del secondo conflitto mondiale, la liberazione e il popolo slovacco.

## Movimento
La stazione di Banská Bystrica è servita da treni regionali e regionali veloci verso Bratislava, Brezno, Žilina e Zvolen.

## Interscambi
Nei pressi della stazione è situata una stazione degli autobus con interscambi per autobus e filovie urbani e non. Il complesso dell'autostazione, che ospita al suo interno anche un centro commerciale, è stato inaugurato nel 2017.
Esternamente alla stazione ci sono anche un parcheggio e una fermata per i taxi.